# Арсагера
ПАО «Управляющая компания „Арсагера“» — российская управляющая компания, занимающаяся коллективным (ПИФы) и индивидуальным доверительным управлением на рынках ценных бумаг и недвижимости. На 2019 год под управлением компании находятся три открытых, два интервальных и один закрытый паевой инвестиционный фонд. Офис компании расположен в Санкт-Петербурге.
Арсагера стала первой в России управляющей компанией, объявившей о проведении IPO.

## История компании

### Название
Слово «Арсагера» (лат. Ars — искусство, наука, Agere — управлять, созидать) в переводе на русский язык следует понимать как «наука управлять».

### Основание компании
В первом десятилетии XXI века общепринятой практикой было существование управляющей компании как части более крупной финансовой структуры: банка, финансового холдинга или промышленной группы. Одним из минусов такого положения дел является возможный конфликт интересов. В данном случае интересы материнской структуры могут превалировать над интересами клиентов управляющей компании. Например, если банк проводит размещение облигаций, то они почти наверняка будут приобретены дочерней управляющей компанией в портфели клиентов вне зависимости от их реальной инвестиционной привлекательности.
Организаторами стали Василий Соловьёв, Алексей Астапов и Андрей Белявский. На стадии подготовки было определено, что бизнес должен быть независимым и публичным, а его владельцами должен стать максимально широкий круг российских институциональных и частных инвесторов без крупного контролирующего акционера. Это позволит полностью концентрироваться на интересах клиентов. Эксперты скептически оценивали шансы на успех такого пути развития. В частности, газета «Деловой Петербург» (№ 114 от 25/06/2004) разместила передовицу на эту тему.
24 июля 2004 состоялось учредительное собрание, в котором участвовало 13 человек и было принято решение о создании компании с уставным капиталом 120 010 000 руб. «Управляющая компания „Арсагера“» была зарегистрирована 23 августа 2004 года.
Компания объявила о своей независимости от действующих финансовых структур. Учредители оплатили уставный капитал только наполовину, а вторая часть была предложена по подписке неограниченному кругу лиц. по цене 1 руб. за акцию. Уставный капитал был полностью оплачен только в середине 2005 года. Общее количество акционеров на 12 сентября 2006 года составляло 28 человек.

### Начало деятельности и первые фонды
В начале 2005 года компания получила лицензии на осуществление деятельности по управлению паевыми инвестиционными фондами и управлению ценными бумагами. В середине мая того же года в компанию поступили первые средства к управлению.
Первоначально деятельность осуществлялась исключительно на рынке ценных бумаг, однако в сентябре 2005 года регистрируется ПИФ недвижимости «Арсагера — жилищное строительство» для операций со строящимся жильём. Это разновидность ПИФов, которые вместо акций покупают квартиры. В результате стоимость пая привязывается к стоимости квартир (средней стоимости квадратного метра), которыми владеет такой ПИФ. Для пайщика это позволяет даже небольшими суммами осуществлять инвестиции, обеспеченные недвижимостью. Фонд «Арсагера-жилищное строительство» входил в расчёт технического индекса ММВБ по паям (биржа прекратила расчёт данного индекса 2 марта 2009 года).

### Публичное размещение акций
В конце 2007 года компания провела публичное размещение акций (IPO), став первым представителем инвестиционного бизнеса в России, предложившим свои акции на открытом рынке. Целью было привлечь инвесторов и обеспечить приток средств на развитие компании. По результатам IPO компания разместила всего лишь 3,8 млн акций по цене 4,3 рубля (примерно 16 млн рублей). Это составило около 3 % от уставного капитала. Число акционеров после размещения превысило 150 человек. Хотя первоначально сообщалось о выпуске 100 миллионов акций, из которых на 11 миллионов ещё до начала продаж якобы уже были покупатели.
По условиям российского законодательства, объединение основного и дополнительного выпуска осуществляется по приказу ФСФР России в течение трёх месяцев после регистрации отчёта об итогах выпуска. Однако, не дожидаясь трёхмесячного срока, сразу после регистрации отчета компания провела листинг акций дополнительного выпуска, и 8 февраля 2008 года они были допущены к торгам на ММВБ (тикер — ARSA).
В течение первой недели сделки с акциями на бирже проходили по цене 4,95 руб. Однако небольшой суммарный объём дополнительного выпуска и малый объём этого выпуска, задепонированный на бирже для торговли, привёл к существенному превышению спроса над предложением. С 20 февраля 2008 года цена на акции дополнительного выпуска увеличивалась на 30-40 % в день. 5 марта цена за акцию достигла уровня 111 руб. В результате рыночная капитализация трёхлетней компании составляла 13,7 млрд рублей (500 млн долларов), что было примерно на уровне КАМАЗа, Аэрофлота, Вимм-Билль-Данна.

### Деятельность по повышению финансовой грамотности
С 2008 года компания ведёт мониторинг состояния корпоративного управления в России, оценивая около 200 публичных российских акционерных обществ более чем по 60 критериям. Результаты данного исследования раскрываются публично.
В 2009 году запущен интернет-проект, нацеленный на повышение уровня финансовой грамотности населения — «Investars» (на данный момент поддержка проекта завершена). В начале 2012 года открылся интернет-ресурс «Блогофорум», посвященный фундаментальному анализу крупных публичных компаний на основе их финансовой отчётности.

#### Книга «Заметки в инвестировании»
С 2013 года компания издаёт книгу «Заметки в инвестировании», в которой изложены основные принципы работы экономики в целом и фондового рынка в частности. Книга распространяется бесплатно в рамках реализации стратегии повышения финансовой грамотности населения.

### Текущее положение в компании
Общее количество акционеров ПАО «УК „Арсагера“» на 28 мая 2018 составляло 758 человек. 80 % сотрудников компании являются её акционерами или клиентами. Компания осуществляет управление шестью паевыми инвестиционными фондами, а также реализует индивидуальное доверительное управление (ИДУ). Чистые активы (BV) на 30 сентября 2018 года составляли 213,3 млн рублей.
Является победителем конкурса «Элита фондового рынка 2017» в номинации «Лучшая управляющая компания Северо-Западного региона».

## Защита прав миноритарных акционеров
Компания активно защищает права миноритарных акционеров в случаях, когда они нарушаются при реорганизациях акционерных обществ и прочих нарушениях. Компания старается максимально публично вести судебные процессы, выкладывая документы, результаты и имена судей. Результаты судов (с ОАО «Газпром» и с ОАО «Мечел») освещались в СМИ.